# James Schlesinger
James Rodney Schlesinger (New York, 15 februari 1929 – Baltimore, 27 maart 2014) was een Amerikaans politicus van de Republikeinse Partij.

## Levensloop
Schlesinger was voorzitter van de United States Atomic Energy Commission van 1971 tot 1973 onder president Richard Nixon, daarna werd hij door Nixon benoemd tot directeur van de CIA als opvolger van de kort daarvoor ontslagen Richard Helms. Na slechts een paar maanden als directeur te hebben gediend, werd hij door Nixon gevraagd als de nieuwe minister van Defensie als opvolger van Elliot Richardson, die reeds was benoemd tot minister van Justitie. Schlesinger werd zelf ontslagen door president Gerald Ford in 1975 na meerdere conflicten met minister van Buitenlandse Zaken Henry Kissinger. In 1977 werd hij door de Democratische president Jimmy Carter gevraagd voor het ministerschap van het nieuw opgerichte ministerie van Energie, waar hij weer voortijdig werd weggestuurd door president Carter in 1979.
- Bibliothèque nationale de France: cb12388195b (data)
- Gemeinsame Normdatei: 129441694
- International Standard Name Identifier: 0000 0000 7833 0457
- Library of Congress Control Number: n86027155
- National Archives and Records Administration: 10572681
- Nationale Bibliotheek van Israël: 987007355883305171
- Nederlandse Thesaurus van Auteursnamen: 132398575
- SNAC: w6cc1hb3
- Système universitaire de documentation: 06702999X
- Virtual International Authority File: 32080238
- WorldCat: E39PBJwHcwGbMdTGDtMCfMR7pP